# Kosamba
Kosamba é uma vila no distrito de Surat, no estado indiano de Gujarat.

## Geografia
Kosamba está localizada a 21° 29′ N, 72° 57′ L. Tem uma altitude média de 13 metros (42 pés).

## Demografia
Segundo o censo de 2001, Kosamba tinha uma população de 13 548 habitantes. Os indivíduos do sexo masculino constituem 51% da população e os do sexo feminino 49%. Kosamba tem uma taxa de literacia de 67%, superior à média nacional de 59,5%: a literacia no sexo masculino é de 73% e no sexo feminino é de 61%. Em Kosamba, 14% da população está abaixo dos 6 anos de idade.